# Joan Herrera i Torres
Joan Herrera i Torres (Barcelona, 29 de gener de 1971) és un jurista i polític català. D'abril de 2013 a març de 2016 va ser coordinador nacional d'Iniciativa per Catalunya Verds juntament amb Dolors Camats. Entre 2018 i 2019 fou director general de l'Institut per a la Diversificació i Estalvi de l'Energia en el Ministeri de Transició Ecològica i des de 2020 és Director de l'Àrea d'Acció Ambiental, Energia i Serveis Urbans de l'Ajuntament del Prat de Llobregat.

## Biografia i trajectòria política
Va néixer l'any 1971 a Barcelona. És llicenciat en Dret per la Universitat de Barcelona, especialitzat en temes de dret urbanístic i dret del medi ambient, amb un postgrau a la Universitat Pompeu Fabra. Ha col·laborat en un despatx jurídic especialitzat en Medi Ambient i Territori.
Participa a Iniciativa per Catalunya Verds des del 1991 quan va començar a militar al barri del Besòs, al districte de Sant Martí. Aquí va començar les seves responsabilitats sent Coordinador del grup de Joves de Sant Martí per passar després a ser Coordinador de la ciutat de Barcelona. Ha estat Coordinador Nacional de Joves amb Iniciativa des del 1996 fins al 2000. Sota la seva direcció l'organització juvenil es va definir com a ecosocialista, definició que posteriorment també assumiria com a pròpia l'organització política de referència de JIC, Iniciativa per Catalunya Verds (ICV). A més va ser candidat a les eleccions generals del 1996 així com a les municipals del 95 i a les autonòmiques del 99.
També va començar a participar en el moviment estudiantil, a l'AEP-ACE concretament, així com en el moviment pel 0,7 i en contra la primera guerra del Golf.
Ha portat diferents campanyes dins d'ICV en matèries de cooperació, solidaritat i defensa. Va ser el representant d'ICV al Fòrum Social Mundial en les darreres edicions; ha participat en el Fòrum Social de Barcelona i en el Fòrum Social Europeu i ha impartit cursos i classes sobre globalització política i moviments socials. En el darrer Fòrum Social Mundial va participar en seminaris diversos per parlar de les relacions entre moviments socials i partits polítics.
També va coordinar la campanya del "No a la guerra" del partit del 2002 i 2003.
A la 6a Assemblea Nacional, el novembre del 2000, va ser designat portaveu de la formació ecosocialista, i també responsable de Moviments Socials, fins al gener de 2004.
El 2004 va encapçalar la llista d'ICV-EUiA al Congrés dels Diputats. Des de l'inici de la VIII Legislatura (març de 2004) és portaveu del grup parlamentari d'Izquierda Unida-Iniciativa per Catalunya en el Congrés dels Diputats. Ha estat portaveu d'IU-ICV en aquesta legislatura en les comissions de Medi Ambient, Energia, Ha estat ponent, entre d'altres, de la llei de Memòria Històrica.
A l'abril de 2007 va ser triat vicepresident d'ICV. Va encapçalar la candidatura d'ICV a les eleccions generals de març de 2008. Actualment és diputat i portaveu d'ICV al Congrés.
El gener de 2007 va ser elegit vicepresident d'ICV. Des de la novena assemblea d'ICV, celebrada a Sabadell el novembre de 2008, és Secretari General de la formació, i en 21 d'abril de 2013 és anomenat coordinador nacional juntament amb Dolors Camats cárrec que va assumir fins a març de 2016.
El 31 d'octubre de 2015 va anunciar que no es presentaria a les primàries del seu partit per encapçalar la llista de cara a les eleccions generals per circumstàncies "personals, polítiques i vitals". En juny de 2018 fou nomenat director de l'Institut per a la Diversificació i Estalvi de l'Energia (IDAE), adscrit a la Secretaria d'Estat d'Energia. El dia 6 de setembre de 2019 va renunciar al seu càrrec de director de l'Institut per a la Diversificació i Estalvi de l'Energia (IDAE).